# Яковлев, Владимир Игоревич
Владимир Игоревич Яковлев (15 марта 1934, Балахна, Нижегородская область — 10 октября 1998, Москва) — русский художник, представитель неофициального искусства.

## Биография
Родился 15 марта 1934 года в городе Балахна (Горьковской области). Сын Игоря Михайловича и Вероники Александровны Яковлевых. Внук пейзажиста Михаила Яковлева (1880—1941), одного из основателей российского импрессионизма. Сестра — Яковлева Ольга Игоревна. Племянница — Полубояринова (Абросимова) Екатерина Станиславовна. После того как семья в 1944 году переехала в Москву, работал курьером в издательстве «Искусство», посещал мастерскую Василия Ситникова. В 1950-е годы работал ретушёром в издательстве «Искусство» и учился в мастерской художника Василия Ситникова. С 1945 года наблюдался и периодически проходил лечение в психиатрических больницах.
После прошедших в Москве в 1957—1961 годах выставок европейской и американской живописи Яковлев вырабатывает свой уникальный творческий метод, уходя от ташистской абстракции через «портреты ветра» к цветам и лицам.
В Москве познакомился с художниками Михаилом Гробманом (оставившим записи о нём в своих дневниках), Анатолием Зверевым, Валентином Воробьёвым, поэтом Геннадием Айги (Яковлев делает рисунки к его стихам, в 1966 году создает портрет поэта), композитором и клавесинистом Андреем Волконским (на его квартире проходит в 1959 году выставка работ Яковлева), встречался с чешским теоретиком авангарда Индржихом Халупецким.
В начале 80-х годов, после потери родителей, состояние здоровья художника ухудшается, но он остается верен искусству. В продолжение последних тридцати лет жизни был почти слеп.

## Творчество
В 1963 году была организована первая официальная экспозиция Яковлева в СССР — однодневная выставка совместно с Эдуардом Штейнбергом в Музее Ф. М. Достоевского. За рубежом работы художника были представлены на выставке «Русский авангард в сегодняшней Москве» в Галерее Гмуржинска (Кёльн, 1970) и др.
Яковлев писал преимущественно гуашью по бумаге или оргалиту, предпочитая сдержанные, прохладные тона. Прошёл через период беспредметной живописи (лирического абстракционизма в манере Дж. Поллока), пережил влияние П. Пикассо. Зрелые вещи художника созданы в русле «новой фигурации» — авангардного течения, вернувшегося от абстракции к предмету, воспринятому с новым драматизмом. Его портреты, натюрморты, а также знаменитые «цветы» впечатляют глубиной одинокого существования в живописном пространстве, скрытой энергией сопротивления.

## Признание
Работы Владимира Яковлева хранятся во многих российских и зарубежных музеях, в частных коллекциях в России и за рубежом. В 1990—1991 годах работы художника были показаны на выставке «Другое искусство. Москва 1956—1976», организованной ГТГ и ГРМ.
В 1995 году прошла его персональная выставка в Третьяковской Галерее в Москве.

## Работы находятся в собраниях
- Государственная Третьяковская галерея[4].
- Государственный Центр современного искусства, Москва.
- Музей нонконформизма, Москва.
- Музей «Другое искусство», Москва.
- Новый музей, Санкт-Петербург.
- Чувашский государственный художественный музей, Чебоксары.
- ART4.RU, Москва.

## Каталоги выставок
- Vladimir Jakovlev. Jindrich Chalupecky. tekster af Gennadij Aigi. Borgen 1976. ISBN 874184066-6
- Владимир Игоревич Яковлев. Живопись, графика. М.: ГТГ, 1995
- Eimermacher K. Vladimir Jakovlev: Gemälde Aquarelle, Zeichnungen. Bietigheim-Bissingen: Bayer, 1995
- Геннадий Айги — Владимир Яковлев: дружба, творчество, сотворчество. М.: Виртуальная галерея, 2004.
- Владимир Яковлев. К 70-летию со дня рождения. Произведения Владимира Яковлева в собраниях московских коллекционеров. Каталог выставки. М.: Виртуальная галерея, 2004.
- Шедевры Владимира Яковлева. Работы разных лет из частных собраний. М.: Галерея «Кино», 2005.
- Владимир Яковлев. К 70-летию со дня рождения. Произведения Владимира Яковлева в собраниях московских коллекционеров. Каталог выставки. М.: Виртуальная галерея, 2004.
- «И хочется остаться на этом светлом...». К 80-летию художника Владимира Яковлева. Каталог выставки в Государственном литературном музее 17 марта - 10 апреля 2014 / Составители С.А. Александров, Н.К. Реброва и А.А. Смык. — Москва: Виртуальная галерея, 2014. — 116 с. — 1000 экз. — ISBN 978-5-98181-094-7.
- Владимир Яковлев «Бывает сон как зренье…». Каталог к одноименной выставке. Составитель А. Кроник. М.: Сканрус, 2014. ISBN 978-5-43500-061-0[5]